# Yersinella
Yersinella is een geslacht van rechtvleugeligen uit de familie sabelsprinkhanen (Tettigoniidae). De wetenschappelijke naam van dit geslacht is voor het eerst geldig gepubliceerd in 1933 door Ramme.

## Soorten
Het geslacht Yersinella omvat de volgende soorten:
- Yersinella beybienkoi La Greca, 1974
- Yersinella raymondi Yersin, 1860